# الحزب الوطني الديمقراطي (ألمانيا)
الحزب الوطني الديمقراطي الألماني (بالألمانية: Nationaldemokratische Partei Deutschlands, NPD)) هو حزب سياسي ألماني ينتمي إلى أقصى اليمين ذو أفكار قوميّة توصف من منتقديه بأنها مُتطرفة في ألمانيا.
تأسس الحزب سنة 1964 خلفاً لحزب الرايخ الألماني، حيث يصنف الحزب نفسه على أنه «القوة الوطنية الوحيدة» في البلاد. في 1 يناير 2011، تم دمج الاتحاد الوطني الألماني مع الحزب، ما أسفر عن تمديد اسم الحزب الوطني الديمقراطي في ألمانيا بإضافة «الاتحاد الشعبي».
وعادة ما يوصف الحزب بأنه منظمة نازية جديدة، ويشار إليه بأنه «أهم حزب نازي جديد خرج بعد عام 1945». انتقدت الوكالة الاتحادية الألمانية الحزب كونه يحوي أعضاء منظمات أصبحت لاحقاً غير دستورية من قبل المحاكم الاتحادية وتم حلّها، في حين أن المكتب الاتحادي لحماية الدستور ووكالة الأمن الداخلي في ألمانيا، تصنف الحزب الوطني الديمقراطي بأنه «تهديد للنظام الدستوري» في ألمانيا بسبب برنامجه وفلسفته، وهي تحت ملاحظتهم. فشلت محاولة لحظر الحزب في عام 2003، لأن الحكومة لديها عدد كبير من المخبرين والوكلاء في الحزب، وبعضهم في مراكز عالية.
منذ تأسيسه في عام 1964، لم يتمكن الحزب من الفوز بما يكفي من الأصوات على المستوى الإتحادي لعبور الحد الأدنى ألمانيا 5٪ للتمثيل في البوندستاغ.بينما نجحت في عبور عتبة الـ 5٪ واكتساب التمثيل في برلمانات الدولة 11 مرة، بما في ذلك دخول واحد إلى 7 برلمانات الدولة لألمانيا الغربية بين نوفمبر 1966 وأبريل 1968 ونجاحين من الانتخابات في ولايتي ساكسونيا ومكلنبورغ فوربومرن بين عامي 2004 و2011. منذ عام 2016، لم يتم تمثيل الحزب الوطني مرة أخرى في برلمانات الدولة.

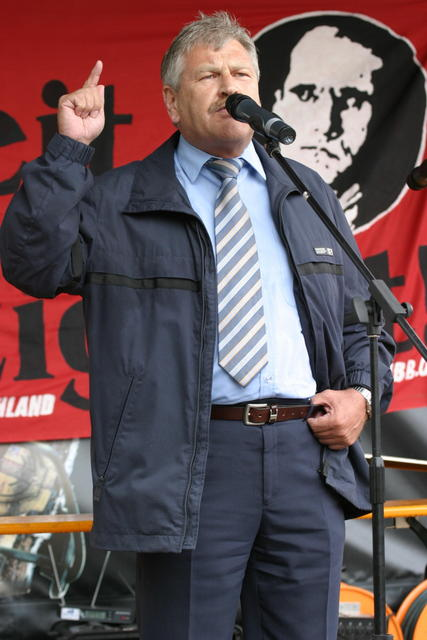
أودو فويغت، الزعيم السابق للحزب، يقف أمام لافتة تصور أحد القادة النازيين رودولف هيس، الذي توفي في السجن في عام 1987، يعتبر شهيداً من قبل الحزب الوطني الديمقراطي، وقد حاول الحزب ترشيحه للحصول على جائزة نوبل للسلام في عام 2007.